# جبحل
الجَبْحَل جنس من الجبحليات يحوي نوعين من الحيتان المسننة، وكلاهما يعيش في موائل المياه العذبة في شمال جنوب آسيا. كلا النوعين في الجنس معرضان للخطر .
كانا يُعتبران نوعين منفصلين حتى عام 1998 حينهاغُيِّرَ التصنيف من نوعين منفصلين إلى نوع فرعي. ثم استعادت الدراسات الحديثة هذه الأنواع لتكون أنواع منفصلة، لذلك عاد التصنيف لما كان عليه، أي على هذا النحو.

## الأنواع
- جَبْحَل الكَنْج
- جبحل السند